# Lestoniella
Lestoniella is een geslacht van wantsen uit de familie van de Miridae (Blindwantsen). Het geslacht werd voor het eerst wetenschappelijk beschreven door Carvalho & Becker in 1957.

## Soorten
Het genus bevat de volgende soorten:

- Lestoniella compacta Carvalho & Becker, 1957
- Lestoniella nuevoleon Stonedahl et al., 1997